# سورن أندرسن (لاعب كرة قدم دانمركي)
سورن أندرسن (بالدنماركية: Søren Andersen)‏ (19 ديسمبر 1925 - 23 سبتمبر 1998) هو مدرب كرة قدم ولاعب كرة قدم دانمركي في مركز الهجوم. لعب مع نادي إيسبيرغ.

## وصلات خارجية
- سورن أندرسن على موقع قاعدة بيانات كرة القدم.إي يو (الإنجليزية)
- سورن أندرسن على موقع أوليمبيديا (الإنجليزية)